# Awesome; I Fuckin' Shot That!
Awesome; I Fuckin' Shot That! è un documentario diretto da Adam Yauch (celato dal nome d'arte di Nathanial Hörnblowér): si tratta del secondo DVD per il gruppo statunitense dei Beastie Boys. Sulla copertina del DVD è presente la versione censurata del titolo: Awesome; I... Shot That!.

## Il disco
Il DVD racconta, in 90 minuti, il concerto dei Beastie Boys tenutosi presso il Madison Square Garden di New York il 9 ottobre 2004. In quell'occasione, cinquanta fans del gruppo hip hop newyorchese furono muniti di telecamera, in modo che lo spettacolo potesse essere successivamente visionato in cinquanta angolature diverse. Ne è uscito fuori un particolare ed unico racconto di un concerto della band newyorkese.

## Ulteriori informazioni
Il DVD contiene un notevole numero di extra, tra i quali:
- La possibilità di vedere il concerto da qualsiasi visuale delle cinquanta videocamere;
- Il commento della band;
- La possibilità di sentire esclusivamente le voci dei beasties;
- Il trailer del film;
- Un cortometraggio sulla vita dell'immaginario regista Nathaniel Hörnblowér;
- Il video di Shazam;

Il film è stato presentato in anteprima italiana il 15 ottobre 2006 alla prima edizione del Festival del cinema di Roma.
- (EN) Sito ufficiale dei Beastie Boys, su beastieboys.com. URL consultato il 26 agosto 2008 (archiviato dall'url originale il 27 giugno 2004).
- (EN) La discografia completa, su music-city.org. URL consultato il 23 dicembre 2020 (archiviato dall'url originale l'8 maggio 2016).